# Ню Йорк, Ню Йорк (филм, 1957)
„Ню Йорк, Ню Йорк“ (на английски: N.Y., N.Y.) е американски късометражен документален филм от 1957 година на режисьора Франсис Томпсън.

## Сюжет
Сюжета на филма проследява живота в Ню Йорк в рамките на един ден от рано сутрин до късно през нощта. Началните кадри се фокусират върху електроцентралата, готова да освети мегаполиса. В 8:00 часа сутринта нюйоркчани влизат в метрото и се отправят на работа. На обяд използват почивката си, за да общуват, а вечерта посещават нощните и джаз клубове. Ню Йорк е град на мостове, небостъргачи и активен живот.

## Награди
- Награда за най-добър късометражен филм от Международния кинофестивал в Кан, Франция през 1959 година.[2]